# 武田信廉

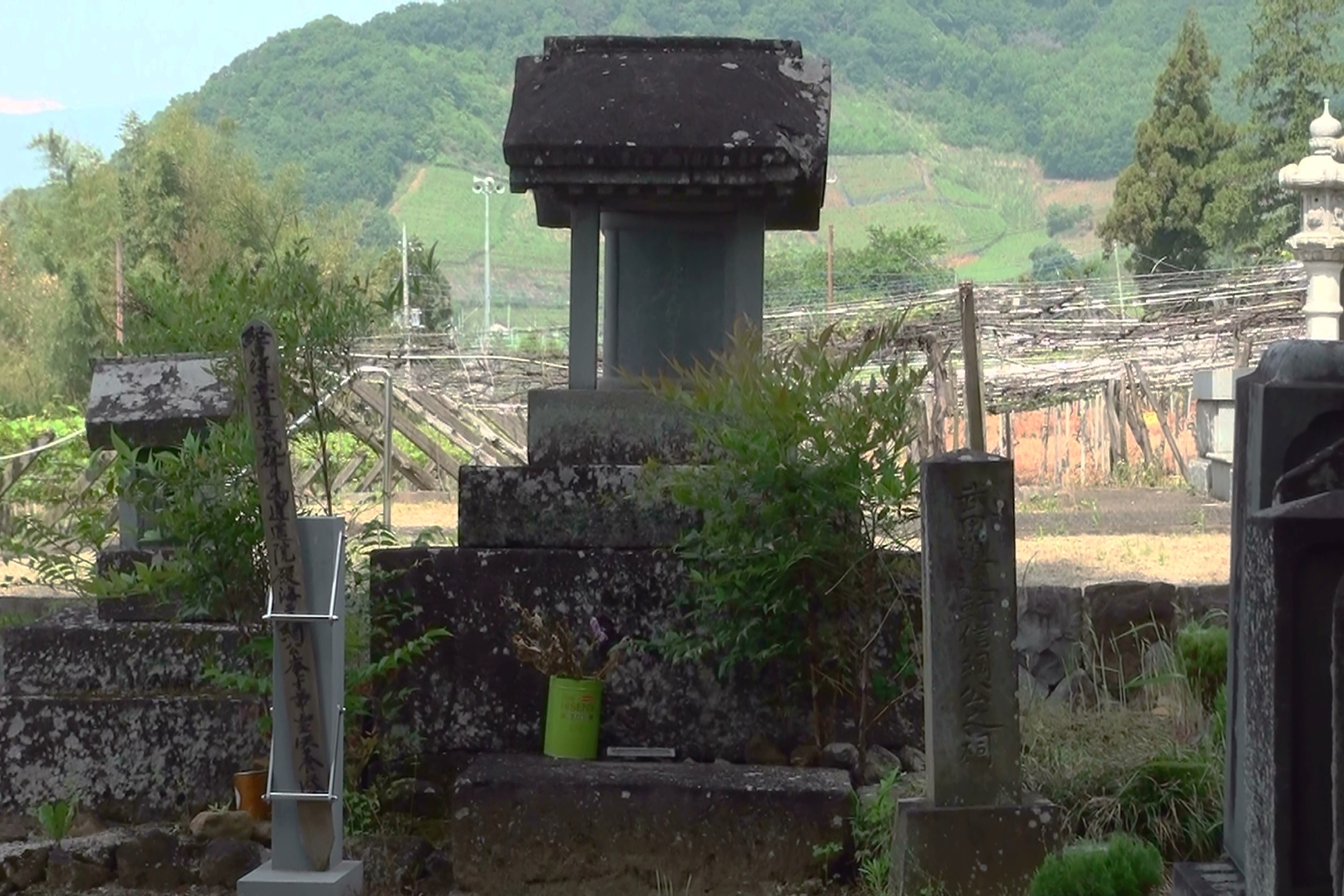
逍遥院にある逍遙軒信綱の墓所

武田 信廉（たけだ のぶかど）は、戦国時代から安土桃山時代の武将。甲斐武田氏第18代当主・武田信虎の六男。母は大井の方で、信玄や信繁の同母弟。後に出家して逍遙軒信綱（しょうようけんしんこう）と号す。武田二十四将の一人。一般に逍遙軒（しょうようけん）として知られる。

## 生涯
天文10年（1541年）6月、兄・晴信（信玄）は父・信虎を駿河国の今川義元の元へ追放して家督を相続し当主となる。晴信は信濃侵攻を本格化させ、翌天文11年（1542年）7月には諏訪氏を攻めこれを滅ぼす。
信廉の初見史料は晴信が諏訪統治を確立しつつあった天文17年（1548年）11月である。諏訪一門の国衆千野氏（ちのし）の記録である『千野文書』に記載された信廉が「千野佐兵衛尉」へ宛てた書状に拠ると、信廉は千野氏に対し、武田方に謀反を起こした諏訪西方衆（さいほうのしゅう）の追放と所領没収を伝えて知行増加を約束しており、諏訪衆に対する取次役であったと考えられる。また、『高白斎記』に拠れば、天文20年（1551年）7月には晴信の命により、駿河・今川義元の娘を義信の正室に迎える旨を伝えている。
『甲陽軍鑑』によれば信廉は80騎を指揮したという。武田家臣団編成を記した『軍鑑』の「惣人数」によれば信廉は「武田」姓を免許された武田一族を記載した御一門衆のうち武田信豊（武田信繁の次男）の次に記載され、永禄4年（1561年）の第4次川中島の戦いにおいて兄の信繁が戦死したため、親族衆筆頭となったという。戦時には、後方守備や本陣守護などを務めている。元亀元年（1570年）には信濃・高遠城主に任じられた。 
元亀4年（1573年）4月に信玄が死去した後は、一族の重鎮として飯田城代や大島城代などの要職を任された。父の信虎が信玄の死後に帰国を望んだため、信廉が信虎の身柄を引き取り、居城である高遠城に住まわせた。このときに「信虎像」を作成した。天正3年（1575年）、5月21日の長篠の戦い設楽原合戦では小幡信貞・武田信豊とともに中央隊に布陣していたと考えられており、会田岩下氏・山口氏・依田氏・大戸浦野氏らを相備とした。ただし、このうち西上野衆の大戸浦野氏は、左翼に布陣した箕輪城代・内藤昌秀（昌豊）の相備であることが指摘される。『信長公記』によれば、長篠合戦において信廉は山県昌景に続き「二番」に攻撃を仕掛けたという。
天正10年（1582年）3月の織田信長・徳川家康連合軍による甲州征伐では、信長の嫡子・織田信忠を先鋒とする織田勢が南信濃から侵攻したが、信廉は大した抵抗もすることなく、大島城を放棄して甲斐へ退却する。戦後、織田軍による執拗な残党狩りによって捕らえられ、勝頼自刃から13日を経た3月24日、甲斐府中の立石相川左岸にて森長可配下の各務元正、豊前采女によって処刑された。享年51。墓所は甲府市桜井町の逍遥院にある。

## 人物・逸話
画家としても知られ、甲府の大泉寺に所蔵される「武田信虎像」（重要文化財）、長禅寺に所蔵される「武田信虎夫人像」（重文）といった肖像画のほか、同じく長禅寺蔵の「渡唐天神像」などの絵画を残している。また、永禄10年（1567年）、信玄が家臣団から起請文を提出させて生島足島神社に奉納しているが、この中には信廉直筆のものが現存している。
『甲陽軍鑑』によれば、骨相が似ている信玄の影武者を務め、側近ですら見分けがつかなかったとされる。元亀4年（1573年）に西上作戦中の信玄が病死すると、死を内外に隠すために信玄に成りすまして軍の甲府への引き揚げを成功させた。また、北条氏政が信玄の死去を確かめるため、使者として板部岡江雪斎を甲斐に派遣したが、そのとき影武者としてこれを欺いたという逸話もある。